# Eduard Kirwald
Eduard Kirwald (* 10. August 1899 in Wsetin als Eduard Krča; † 2. Juni 1988 in Freiburg im Breisgau) war ein deutscher Forstwissenschaftler, Landschaftsökologe, und Ingenieurbiologe.

## Leben
Kirwald wurde als Sohn eines Privatforstmeisters in Mähren geboren. 1917 legte er das Abitur am Gymnasium in Reichenberg ab. Er studierte an der Hochschule für Bodenkultur in Wien, wo er 1922 das forstliche Hochschuldiplom erwarb. 1925 legte er die Staatsprüfung für den höheren technischen Forstdienst in Prag ab und wurde 1930 an der Universität Prag promoviert. Von 1923 bis 1924 war er im Dienst des regierenden Fürsten von Liechtenstein und danach Gebietsbauleiter bei der forsttechnischen Wildbachverbauung in Mähren. Ab 1937 leitete er als Professor und Direktor die Deutsche Höheren Forstlehranstalt in Reichstadt (heute Zákupy), wo er vor allem Waldwirtschaft und Wasserhaushaltstechnik sowie Wildbachverbauung lehrte.
Nach Eingliederung des Sudetenlandes in das Deutsche Reich beantragte Kirwald am 30. Dezember 1938 die Aufnahme in die NSDAP und wurde rückwirkend zum 1. November desselben Jahres aufgenommen (Mitgliedsnummer 6.614.491). Im Oktober 1939 änderte er seinen Nachnamen von Krča in Kirwald. 1939 erhielt er einen Lehrauftrag an der Forstlichen Fakultät der Technischen Hochschule Dresden in Tharandt. Von 1941 bis 1945 war Kirwald Ordinarius für Forstwirtschaft und Wasserwirtschaft an der TH Dresden. Von 1941 bis 1945 war er außerdem Dozentenbundführer an der TH Dresden. 1940 wurde Kirwald zum Heeresdienst eingezogen, mehrere UK-Anträge wurden abgelehnt.
Nach Kriegsgefangenschaft, aus der er mit schweren körperlichen Schäden zurückkehrte, war er von 1946 bis 1949 zunächst als Landarbeiter, im Kunstgewerbe und als beratender Ingenieur tätig. 1949 erhielt er einen Auftrag als Sachverständiger für Forstingenieurwesen und Wildbachverbauung der niedersächsischen Forstverwaltung, wo er wesentlich an der Wiederherstellung der Wildbäche des Harzes beteiligt war, die durch Hochwässer infolge Großkahlschlagen und ungeregeltem Holztransport schwere Schäden erlitten hatten. Zudem war er ab 1949 als Berater des Ruhrtalsperrenvereins für die Anordnung, Durchführung und Deutung von Abflussmessungen im Einzugsgebiet der Ruhr tätig. 1953 wurde Kirwald zum Leiter der Abteilung für Wasserhaushaltstechnik und Forstliches Ingenieurwesen an der Forstlichen Versuchs- und Forschungsanstalt Baden-Württemberg ernannt. Von 1957 bis 1966 war er außerdem Lehrbeauftragter an der Forstlichen Fakultät der Albert-Ludwigs-Universität Freiburg.

## Arbeitsgebiete
Ausgehend von seinen Erfahrungen auf dem Gebiet der Wildbachverbauung prägte Kirwald unter anderem bereits Ende der 1920er Jahre den Begriff der Biotechnik für die Leistung der Pflanzen aus ererbtem Vermögen, ihre angeborene Widerstandskraft z. B. gegen den Angriffe des Wassers. Die Ergebnisse seiner Forschung veröffentlichte er unter anderem in seinem 1944 erschienenen Buch über die Grundzüge der Forstlichen Wasserhaushaltstechnik und im Fachbuch Forstlicher Wasserhaushalt und Forstschutz gegen Wasserschäden(1950).

## Mitgliedschaften und Ehrungen
- 1958: Ehrennadel der Schutzgemeinschaft Deutscher Wald
- 1972: Peter-Josef-Lenné-Medaille in Gold
- 1979: Gründungsmitglied der Gesellschaft für Ingenieurbiologie
- 1980: Ritter-von-Gerstner-Medaille (1980)
- 1980: ordentliches Mitglied der Sudetendeutschen Akademie der Wissenschaften und Künste[3]
- 1980: Dr.-Ing. E. H. Technische Hochschule Aachen
- Vorstandsmitglied der Schutzgemeinschaft Deutscher Wald und des Vereins für Deutschen Gewässerschutz
- Präsident der Sektion Deutschland des Weltbundes zum Schutze des Lebens
- Mitglied des Beirates der Landesstelle für Naturschutz und Landschaftspflege des Landes Baden-Württemberg
- Vertreter der Bundesregierung bei der Arbeitsgruppe Wildbachverbauung, Lawinenschutz und Wasserhaushaltstechnik bei der FAO in Rom